# 箱根峠
箱根峠（はこねとうげ）は、神奈川県足柄下郡箱根町と静岡県田方郡函南町の境に位置する峠。箱根山の外輪山を越え、標高は846 m。

## 概要
箱根峠の山道が、足柄峠を越える足柄路に代わり、東西交通の主要となってくるのは鎌倉時代以降である。道路の東海道である国道1号は箱根峠を経由する路線になっており、小田原から箱根峠までは箱根新道が建設されている。
地形が急峻なため、鉄道路線は箱根峠を避けて建設され、まず御殿場経由（現在の御殿場線）、次いで熱海経由で東海道本線が開通、東海道新幹線も熱海経由となった。道路交通においても、東名高速道路は御殿場を経由し、東名高速に並行する国道246号も4車線化が進み、大型車両はほとんどがこれらのルートを利用していることから、近年は箱根峠の主要交通路としての重要性は薄らいでいる。
唱歌『箱根八里』では「箱根の山は天下の険 函谷関も物ならず」と詠われた。冬季は路面凍結に注意を要する。

## 歴史

### 律令時代
律令時代の当初の東海道は箱根峠（箱根路）ではなく、その北方の足柄峠を経由した（足柄路）。当時、足柄峠には足柄関が設置されていた。相模国（南足柄市）駿河国（小山町）との境に当たる。
しかし、富士山の延暦噴火（800年 - 802年）の際、降灰状況などの判断に基づき、足柄路の使用を1年間止め、箱根路を整備して使った（『日本後紀』の記述による）。足柄路再開後は、箱根路は再び支道となった。箱根路は急勾配だが短距離だった。

### 鎌倉時代から天正時代まで
東海（駿府、浜松など）や関東（鎌倉、小田原など）に本拠地を置く戦国武将は、箱根峠と足柄峠を防衛の要衝としていた。鎌倉時代以後の「関東」の定義は、「東海道の箱根峠、足柄峠から東の地」となり、この定義が第二次大戦後の「関東地方」の基になっている。
戦国時代には、箱根を介して武田氏・後北条氏・今川氏が「甲相駿三国同盟」を結んでいた。

### 江戸時代
江戸時代になると、徳川幕府の五街道整備において、距離の短い箱根峠ルートが重視された。芦ノ湖畔には箱根関所が設けられ、幕府防衛のための関と位置付けられた（しかし関所として取締りが厳重で厳しかったのは新居関所で、箱根の関は比較的緩やかだった）。関の守備は小田原藩が担当した。
幕末には、佐幕派の遊撃隊と明治政府に恭順していた小田原藩兵との間に関所をめぐり激しい戦闘が行われ、関の大部分が戦火で焼失した。

### 明治維新以後
1869年（明治2年）に箱根関は廃止され、自由に往来することが可能になった。その後、関所跡は史跡として親しまれ、第二次大戦後には観光施設として整備された。
1995年5月30日には、「道の駅箱根峠」が開所した。
2007年（平成19年）にはそれ迄の文献や発掘作業などを基に、箱根関所がほぼ完全なかたちで復元された。

## 交通
峠付近では、様々な道路が交差している。

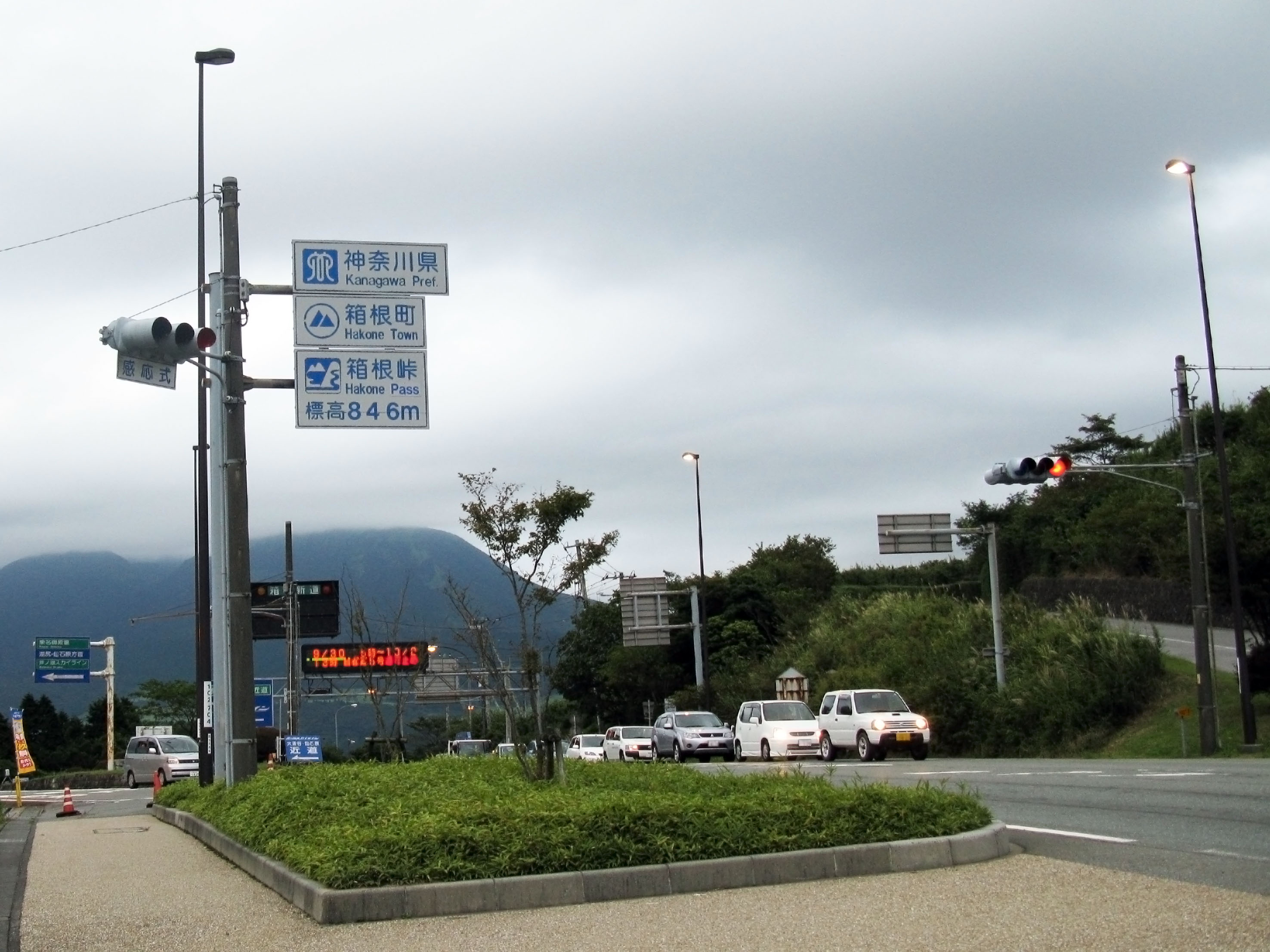
国道1号の箱根峠交差点付近

- 国道1号：箱根峠の標識が設置されている。なお、国道1号の最高地点はここから約6.5 km東京寄りの芦之湯温泉付近にある（標高874 m）。
  - 国道1号箱根新道：峠付近に箱根峠IC（終点）がある。
- 静岡県道20号熱海箱根峠線
- 芦ノ湖スカイライン
- 公共交通機関では、東海バスの元箱根港-三島駅線、伊豆箱根バス（元箱根（土曜休日は関所跡）→湯河原駅）が通り、峠付近に「箱根峠」停留所がある（伊豆箱根バスは片方向のみ経由）。